# James Annesley (2e comte d'Anglesey)
Pour les articles homonymes, voir Annesley.
James Annesley (vers 1645 - 1er avril 1690) est un pair britannique.

## Biographie
Il est le fils d'Arthur Annesley, 1er comte d'Anglesey et d' Elizabeth Altham. Il s'inscrit à la Christ Church de l'Université d'Oxford le 4 décembre 1661.
Il épouse Lady Elizabeth Manners, fille de John Manners (8e comte de Rutland) et Frances Montagu, le 17 septembre 1669. Ils ont des enfants:
- James Annesley (3e comte d'Anglesey) (13 juillet 1674 - 21 janvier 1701/2);
- John Annesley (4e comte d'Anglesey) (18 janvier 1676 - 18 septembre 1710);
- Arthur Annesley (5e comte d'Anglesey) (1677, 1683 - 1er avril 1737).

Il meurt intestat et l'administration de ses biens en Angleterre et en Irlande, d'une valeur estimée à 4 000 £ par an, est accordée à sa veuve le 6 juin 1690.
Il est brièvement député Whig du comté de Waterford en 1666, après que son beau-frère, Richard Power (1er comte de Tyrone) (en), ait accédé à la pairie (irlandaise) de son père . Il est élu au siège anglais de Winchester aux parlements de mai et octobre 1679, puis à nouveau en 1681. Il est juge de paix pour le Hampshire et Surrey (1674-1681), colonel de la milice du Hampshire (1675-1681), Custos Rotulorum of Hampshire (1675-1681) et lieutenant-adjoint de Hampshire (1680-1681) .
Le 6 avril 1686, il succède à son père comme baron Mountnorris et comte d'Anglesey, au pays de Galles [E., 1661], baron Annesley, de Newport Pagnell, Buckinghamshire [E., 1661] et vicomte Valentia ,.